# Coupe intercontinentale 1986
La Coupe intercontinentale 1986 est la vingt-cinquième édition de la Coupe intercontinentale de football. Elle oppose lors d'un seul match les Roumains du Steaua Bucarest, vainqueurs de la Coupe des clubs champions européens 1985-1986, aux Argentins du Club Atlético River Plate, vainqueurs de la Copa Libertadores 1986. Il s'agit de la première participation de ces deux clubs dans cette compétition.
La confrontation se déroule au Stade national de Tokyo, le 14 décembre 1986 devant 62 000 spectateurs. Le match se conclut sur une victoire des Argentins sur le score de 1-0. Antonio Alzamendi, auteur du seul but de la rencontre, est élu homme du match. En 2017, le Conseil de la FIFA a reconnu avec document officiel (de jure) tous les champions de la Coupe intercontinentale avec le titre officiel de clubs de football champions du monde, c'est-à-dire avec le titre de champions du monde FIFA, initialement attribué uniquement aux gagnantsles de la Coupe du monde des clubs FIFA.

## Feuille de match
| Coupe intercontinentale 1986 | Steaua Bucarest | 0 - 1   | River Plate   | Stade national, Tokyo                                     |                                                           |
| 14 décembre 1986             |                 | (0 - 1) | 28e Alzamendi | Spectateurs : 62 000 Arbitrage : José Luis Martínez Bazán | Spectateurs : 62 000 Arbitrage : José Luis Martínez Bazán |
| 14 décembre 1986             | (Rapport)       |         |               | Spectateurs : 62 000 Arbitrage : José Luis Martínez Bazán | Spectateurs : 62 000 Arbitrage : José Luis Martínez Bazán |

| Steaua Bucarest | River Plate |

| Steaua Bucarest : |  |                          |        |     |
|                   |  |                          |        |     |
| Gardien de but    |  | Dumitru Stingaciu        |        |     |
|                   |  | Ştefan Iovan             |        |     |
|                   |  | Adrian Bumbescu          | Averti |     |
|                   |  | Miodrag Belodedici       |        |     |
|                   |  | Ilie Bărbulescu          |        | 70e |
|                   |  | Anton Weissenbacher (en) |        |     |
|                   |  | Tudorel Stoica           |        |     |
|                   |  | Gavril Balint            |        |     |
|                   |  | Lucian Bălan             |        |     |
|                   |  | Marius Lăcătuş           |        |     |
|                   |  | Victor Piţurcă           |        |     |
| Remplaçants :     |  |                          |        |     |
|                   |  | Mihail Majearu           |        | 70e |
| Entraîneur :      |  |                          |        |     |
| Anghel Iordănescu |  |                          |        |     |

| River Plate :        |  |                           |        |     |
|                      |  |                           |        |     |
| Gardien de but       |  | Nery Pumpido              |        |     |
|                      |  | Jorge Gordillo (es)       |        |     |
|                      |  | Nelson Gutiérrez          |        |     |
|                      |  | Oscar Ruggeri             |        |     |
|                      |  | Alejandro Montenegro (es) | Averti |     |
|                      |  | Roque Alfaro              |        | 86e |
|                      |  | Norberto Alonso           |        |     |
|                      |  | Héctor Enrique            | Averti |     |
|                      |  | Américo Gallego           |        |     |
|                      |  | Antonio Alzamendi         |        |     |
|                      |  | Juan Funes (en)           |        |     |
| Remplaçants :        |  |                           |        |     |
|                      |  | Daniel Sperandío (es)     |        | 86e |
| Entraîneur :         |  |                           |        |     |
| Héctor Rodolfo Veira |  |                           |        |     |